# إبراهيم مصطفى (لغوي)
إبراهيم مصطفى (1305- 1382 هـ / 1888- 1962 م) هو عالم لغوي مصري. درس الأدب العربي في جامعة الإسكندرية. تقلّد منصِبَ عميد كلية دار العلوم عام 1947م، وهو عضْوُ مَجْمَع اللغة العربية بالقاهرة. أشهر مؤلفاته هو كتاب "إحياء النحو" الذي حاول فيه تسهيل النحو وتيسيره للدارسين.

## سيرته
وُلِد إبراهيم مصطفى عام 1305هـ/ 1888م وتلقَّى في طفولته تعليمًا دينيًّا تقليديًّا؛ حيث حفظ القرآن الكريم ثم التحق ب «الأزهر الشريف»، ودرس به حتى التحق بمدرسة دار العلوم العليا (كلية دار العلوم الآن). وقد شُغِف مصطفى منذ صِغَره بالنحو ومسائله وأظهر فيه نبوغًا وتفوُّقًا؛ حيث كان يُطلِق عليه أساتذته «سيبويهِ الصغير»؛ وذلك لأنه كان الأكثر حفظًا بين زملائه لمتون اللغة وفن التجويد وعلم القراءات، كما كان دائمَ البحث في كتب النحو والصرف ليطَّلِع على المسائل النادرة فيها.
عمل بعد تخرُّجه مدرسًا بمدارس «الجمعية الخيرية الإسلامية» حتى أصبح ناظرًا لها ومفتِّشًا بالتربية والتعليم بعد ذلك؛ ثم اختير لتدريس اللغة العربية بكلية الآداب بالجامعة المصرية (جامعة القاهرة الآن)، وتدرَّج في المناصب حتى أصبح أستاذًا للنحو. وعند إنشاء كلية الآداب بجامعة الإسكندرية عمل هناك أستاذًا للأدب ورئيسًا لقسم اللغة العربية، حتى وصل لدرجة وكيل الكلية. ثم أصبح عميدًا لكلية دار العلوم حتى إحالته إلى المعاش.
اهتمَّ بتيسير النحو وتخليص قواعده من الصعوبات وعِلَل النُّحاة، فأحدَثَ ثورةً في اللغة بوضعه كتابَ «إحياء النحو»، الذي انتَقَد فيه بعض المسائل العلمية التي جعلت من النحو العربي عِلْمًا يهتمُّ بضبط الكلمة وإعرابها فقط، ممَّا ضيَّق من حدوده الواسعة وقصر غاياته، فخرج مصطفى بآراء جديدة تهدف إلى تبسيط النظريات والقواعد اللغوية؛ حيث قابَلَها البعض بالترحاب، وقابَلَها البعض الآخَر بالهجوم العنيف؛ ليغير كتابُه كثيرًا في حقل الدراسات اللغوية العربية ويفتح المجال أمام المزيد من أطروحات التبسيط والتيسير اللغوي.

## آثاره

#### في التأليف
1. إحياء النحو، قدم له طه حسين.
2. تحرير النحو العربي (بالاشتراك).
3. القواعد المقرَّرة على طلبة المدارس الإعدادية.[5]

#### في التحقيق
1. سر صناعة الإعراب، لابن جني (بالاشتراك).
2. إعراب القرآن الكريم، للزجَّاج (بالاشتراك).
3. الأنساب، للبَلاذُرِي.

## وفاته
توفي إبراهيم مصطفى عام 1382هـ/ 1962م بعد حياةٍ حافلةٍ بالعطاء الأكاديمي والأدبي، ورثاه الكثيرُ من الزملاء والأدباء الكبار مثل طه حسين، وأحمد حسن الزيات.